# Cyryl II Kontares
Cyryl II Kontares, gr. Κύριλλος Β΄ Κονταρής (zm. w czerwcu 1640) – trzykrotnie ekumeniczny patriarcha Konstantynopola w latach 1633, 1635–1636 i 1638–1639.